# Kilometrierung
Als Kilometrierung bezeichnet man eine fortlaufende Meter- und Kilometer-Zählung entlang eines Verkehrsweges, beispielsweise einer Straße, eines Schienenwegs oder eines Flusses. Als Verkehrsachse wird dabei die Mittellinie verwendet. Mit Hilfe der Kilometrierung ist es möglich, einen beliebigen Punkt an einer Strecke eindeutig zu benennen, beispielsweise „Kilometer 120“. Auf diese Weise können Orte „auf der Höhe“ (Querlinie zur Achse) gut beschrieben werden.
Gegenüber der üblichen Positionsangabe durch Koordinaten (geografische Länge und Breite) ist die Kilometrierung nur eindimensional. Das bedeutet, dass jeder Punkt auf der Achse nur eine Zahlenangabe für seine Lage entlang der Linie benötigt, also z. B. „Kilometer 120,5“. Für die genaue Lage eines Punktes neben der Achse braucht man zusätzlich zur Kilometrierung eine Entfernung und Richtung (links/rechts), beispielsweise „5 Meter links von Kilometer 22,545“.

## Begriffsklärungen
Der ebenso gebräuchliche Begriff der Stationierung oder Baustationierung wird in den meisten Fällen auf (Teil-)Abschnitte während der Bauausführung und der Verkehrsplanung bezogen. Die Stationierung ist oftmals an örtlich günstigen Gegebenheiten bezüglich ihres Nullpunkts orientiert (z. B. Kreuzungspunkt eines anderen Bauwerks, Weichenanfang im Umbauabschnitt u. a.).
Häufig entstehen Brüche in der Kilometrierung, wenn die Länge der Strecke verändert wird, von einer neuen Kilometrierung jedoch abgesehen wird. Eine solche würde nicht nur eine Versetzung der Kilometermarken auf ganzer Strecke erfordern, sondern ist auch kaum durchführbar, weil die Kilometrierung in verschiedensten Unterlagen genannt ist und viele Kilometerangaben Vertragsgrundlagen sind. In diesem Fall spricht man in Deutschland von einem Kilometerwechsel, Kilometersprung oder Kilometrierungssprung; insbesondere im Eisenbahnwesen von einer Überlänge oder Fehllänge. In Österreich und in der Schweiz spricht man von einem Fehlerprofil, ein weiterer Alternativbegriff lautet Kilometerbruch.

## Fließgewässer
Die nautische Kilometrierung von Fließgewässern dient der Orientierung der Schifffahrt und erfolgt mit Kilometersteinen oder Kilometertafeln, die am Ufer angebracht sind. Sie werden auch als Stromkilometer/Flusskilometer bezeichnet. Meist erfolgt die Kilometrierung flussaufwärts, d. h. von der Mündung zur Quelle. Beispielsweise hat die Donaukilometrierung ihren Nullpunkt am Schwarzen Meer. Eine Ausnahme bildet der Rhein, der mit Kilometer 0 in Konstanz beginnt und rheinabwärts zählt.

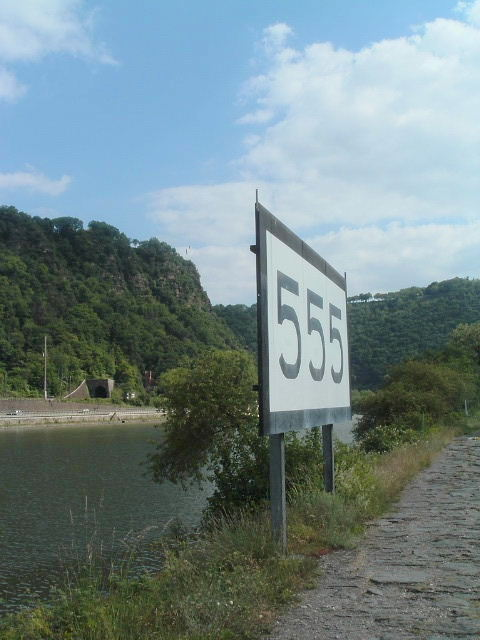
Rheinkilometer 555 unterhalb des Loreleyfelsens bei St. Goarshausen
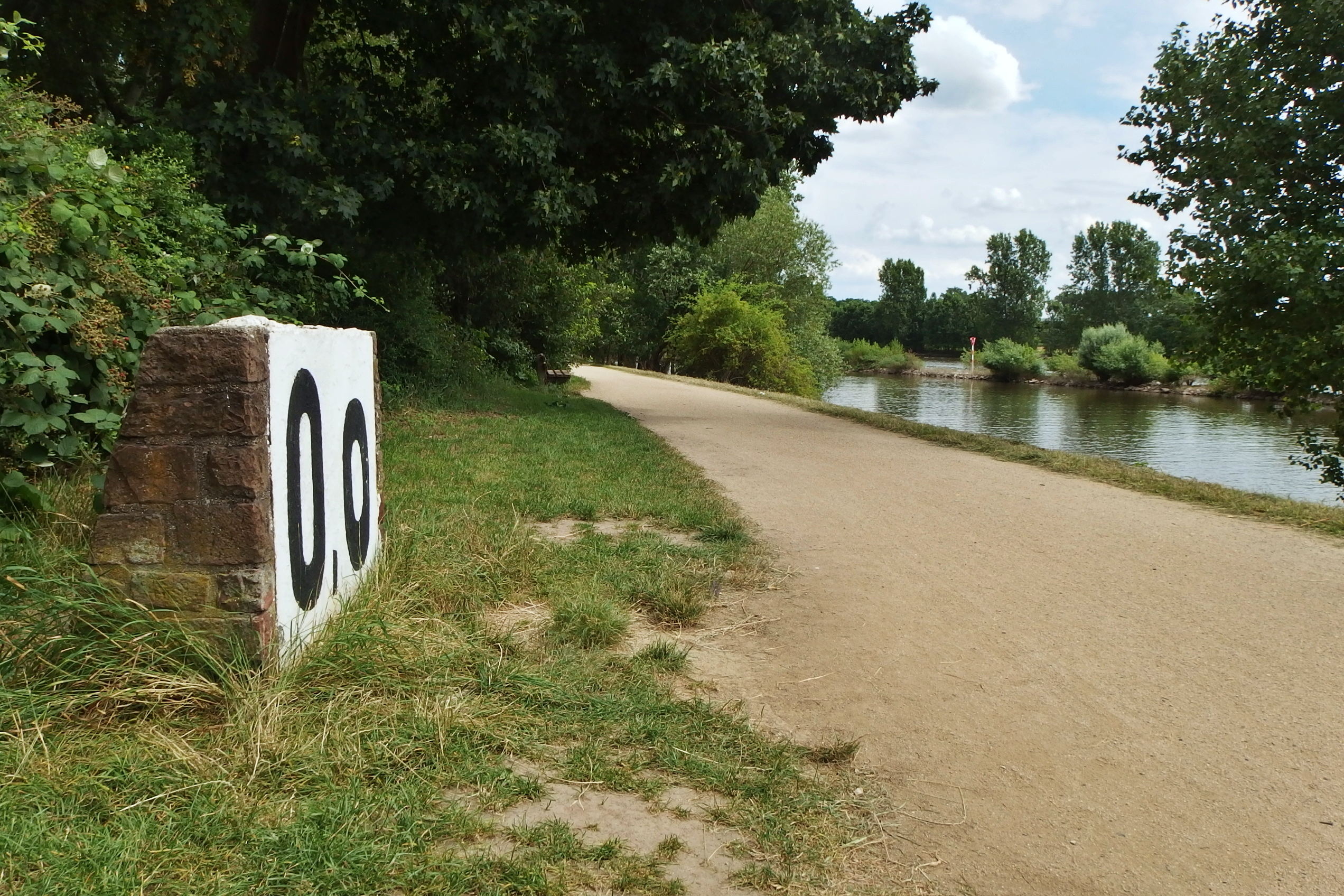
Mainkilometer 0,0 an der Mündung in den Rhein

### Unterschied zwischen Stationierung und Kilometrierung
Neben der Kilometrierung gibt es in der Hydrografie die Stationierung. Sie läuft bei allen Gewässern (in zentralen Teilen Europas) flussaufwärts, also auch bei Flüssen und Flussabschnitten, die flussabwärts kilometriert sind. Eine Ausnahme bildet auch hier der Rhein, der auch flussabwärts stationiert ist.

### Einzelne Flusssysteme und Flüsse

#### Donau

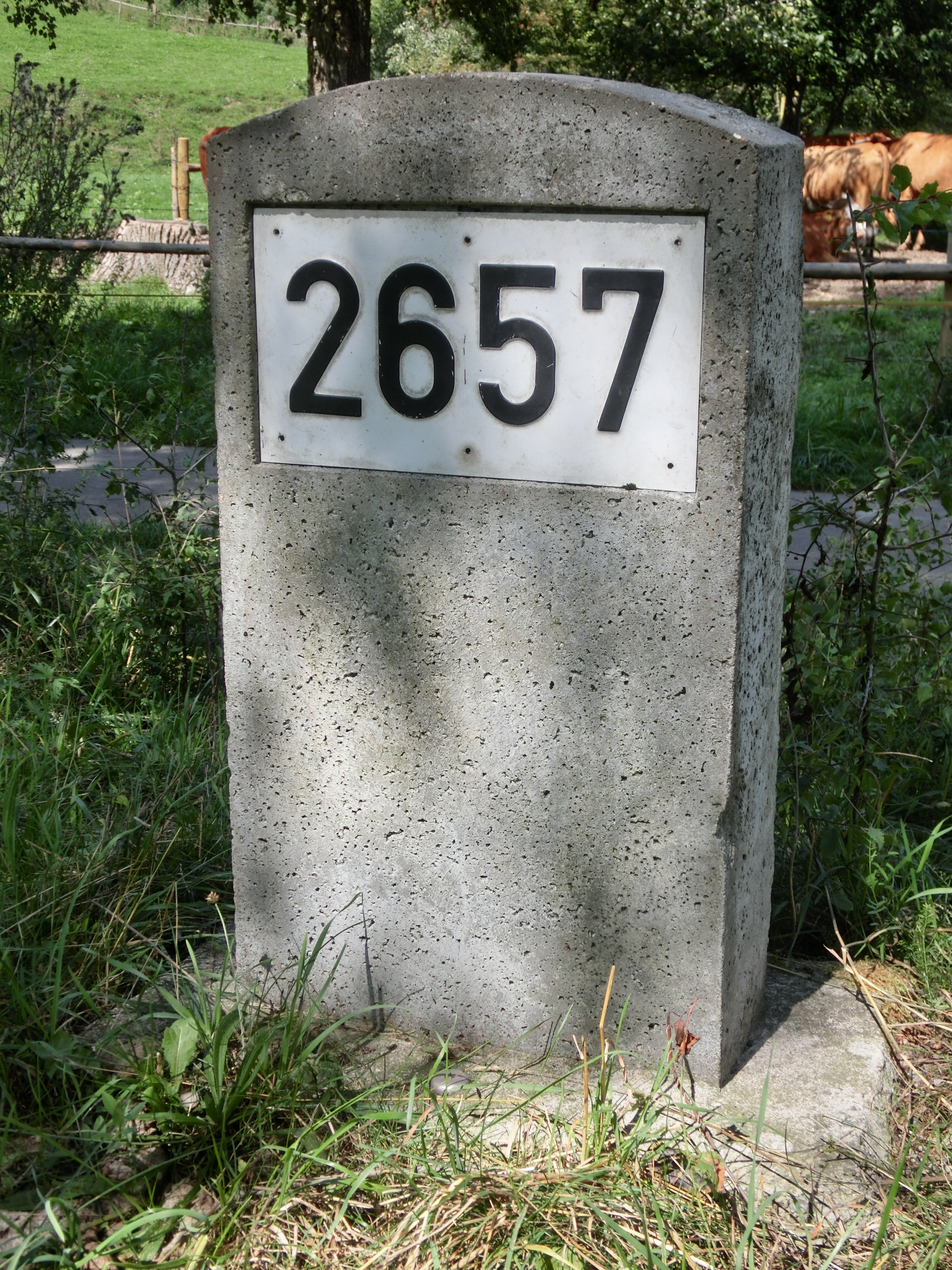
Donau-Kilometer 2657 in Binzwangen

Bei der Donau sind Kilometrierung und Stationierung identisch. Die internationale Kilometrierung hat ihren Nullpunkt bei Sulina nahe der Mündung ins Schwarze Meer, die sich jedoch im Laufe der Zeit durch Anlandung weiter ins Meer vorgeschoben hat.
Nebenflüsse:

Entsprechend beginnen auch die Kilometrierungen von Inn und Salzach, March und Thaya, Waag (Váh), Drau (Drava), Theiß (Tisza, Tisa) und Save (Sava) jeweils an der Mündung in die Donau bzw. in den höherrangigen Nebenfluss.

#### Rhein
Die Kilometrierung des Alpenrheins beginnt am Zusammenfluss von Vorder- und Hinterrhein in Reichenau und endet am Bodensee. Unterhalb des Obersees des Bodensees gibt es eine internationale Kilometrierung, die auch als internationale Stationierung dient. Sie fängt im Seerhein an der Rheinbrücke Konstanz an und endet hinter Rotterdam. Überlappend gibt es die Schweizer GEWISS-Adressierung, die in Basel an der Grenze zu Frankreich beginnt und im Sinne einer klassischen Stationierung von dort aufwärts durch den Bodensee bis zum Zusammenfluss von Vorder- und Hinterrhein läuft.
Nebenflüsse:

- Die Kilometrierung des Mains beginnt an der Mündung in den Rhein.
- Die Kilometrierung der Mosel beginnt an der Mündung in den Rhein.[5]
- Die von rechts in den Rhein mündende Lahn ist teils flussabwärts, teils flussaufwärts kilometriert. Der Nullpunkt liegt an der ehemaligen preußisch-hessischen Staatsgrenze sechs Kilometer unterhalb von Gießen beim Dutenhofener See. Von hier wird flussabwärts positiv und flussaufwärts negativ kilometriert.

#### Elbe
Die tschechische Kilometrierung hat eine geschichtliche Entwicklung durchgemacht: Unter österreichischer Herrschaft war die Elbe nur von der Mündung der Moldau bei Mělník bis zur deutschen Grenze kilometriert. Mit der Ausweitung der Schiffbarkeit kam eine Kilometrierung vom selben Ausgangspunkt flussaufwärts hinzu, bis an das Stauwerk in Chvaletice.
1997 wurde eine einheitliche Kilometrierung proklamiert, flussaufwärts mit Nullpunkt am unteren Ende der alten österreichischen. Sie wurde jedoch nie im Gelände ausgeschildert. Eine ähnliche, auch nicht ausgeschilderte Kilometrierung wurde schon seit 1968–1972 verwaltungsintern für technische Anlagen verwendet.
Seit dem 1. Januar 2009 gilt in Tschechien offiziell die 2005 von der EU beschlossene internationale Kilometrierung, die wie die Stationierung an der Elbmündung bei Cuxhaven beginnt.
Tschechische und deutsche Kilometrierung überschneiden sich in dem 3,43 km langen Bereich, in dem die Grenze in der Flussmitte verläuft. Die tschechische läuft auf dem rechten Elbufer bis zum Grenzübergang Schmilka/Hřensko. Die deutsche Kilometrierung beginnt am linken Elbufer (Mündung Gelobtbach). Sie umfasst auch noch die Außenelbe und endet bei Kilometer 769,40 in der offenen Nordsee. Die Kilometrierung hat bei Kilometer 121 einen Fehler aus der Elbvermessung um 1880, die die Königreiche Preußen und Sachsen jedes für sich durchführten, sodass an der damaligen Staatsgrenze plötzlich ein Kilometer zu viel vorhanden war. Deshalb folgt nach dem Kilometer 121 der Kilometer 121A.
1933/34 wurde der Kurze Wurf bei Vockerode begradigt und um etwa anderthalb Kilometer verkürzt. Die Kilometrierung wurde dabei nicht verändert, so dass jetzt 500 Meter nach Kilometer 250 bereits Kilometer 252 folgt.
Nebenflüsse:
- Die Havel gehört nautisch zu zwei verschiedenen Wasserstraßen, der Unteren Havel-Wasserstraße und der Havel-Oder-Wasserstraße. Beide sind von der Schleuse Spandau aus kilometriert, die untere Havel ohne den Potsdamer Havelbogen.

#### Weser
Die Weser ist flussabwärts kilometriert. Der Nullpunkt der Binnenwasserstraße liegt am Zusammenfluss von Werra und Fulda in Hann. Münden. Die Kilometrierung der Unterweser hat ihren Nullpunkt wenige Meter flussabwärts der Wilhelm-Kaisen-Brücke in Bremen, wo jahrhundertelang die Große Weserbrücke die Grenze der Seeschifffahrt markierte.
Nebenflüsse:

- Die Kilometrierung der Leine hat ihren Nullpunkt an der Mündung der Innerste bei Sarstedt. Von dort ist der traditionell schiffbare Teil flussabwärts bis zur Mündung in die Aller kilometriert, der nicht traditionell schiffbare Teil flussaufwärts.

## Eisenbahn

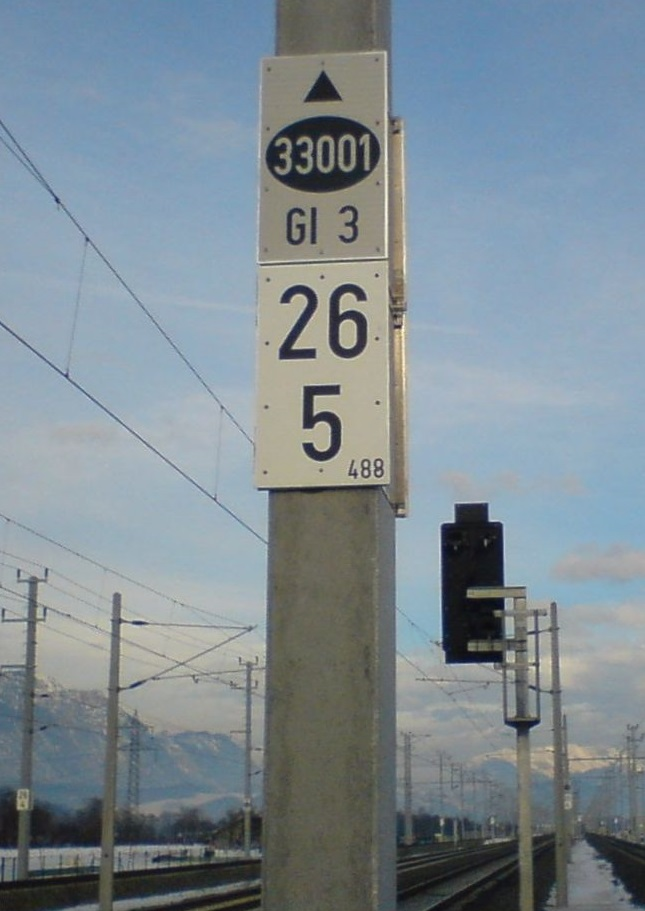
Gleiskennzeichnung, Streckenrichtungsangabe und Kilometrierung 26,5 km, genauer 26,488 km, Unterinntalbahn bei Radfeld in Tirol

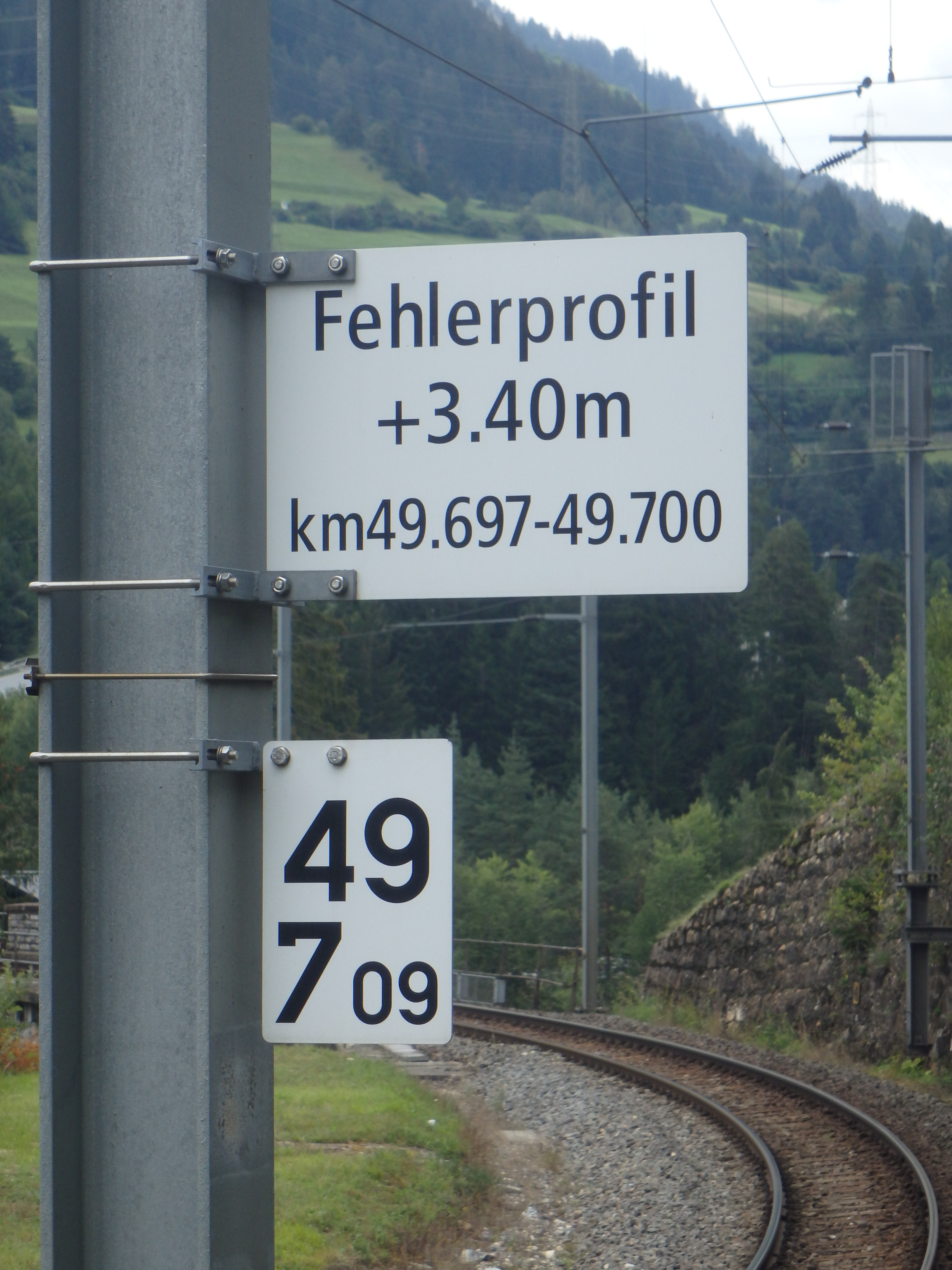
Fehlerprofiltafel an der Albulalinie der Rhätischen Bahn (RhB), darunter eine Metertafel

Bahnstrecken weisen eine durchgehende Kilometrierung oder Hektometrierung auf. Zu diesem Zweck sind zur örtlichen Kennzeichnung entlang der Strecke entsprechende Steine oder Tafeln angebracht. Die Kilometrierung verläuft entlang einer definierten Bezugsachse und befindet sich beispielsweise bei einer eingleisigen Strecke in der Mitte des Gleises. Beginn und Ende der Kilometrierung bilden in der Regel Bahnhöfe oder Streckenabzweigungen. So kann beispielsweise die Mitte eines Empfangsgebäudes (Deutschland) oder Aufnahmegebäudes (Österreich) als Beginn einer Kilometrierung verwendet werden, da es sich dabei um einen festen Bezugspunkt handelt.
Kommt es zu Unterbrechungen in der Stetigkeit einer Kilometrierung (beispielsweise durch Verkürzung oder Verlängerung einer Bahnstrecke im Zuge einer Baumaßnahme), so spricht man in Deutschland von einem Kilometerwechsel bzw. Kilometersprung. Bei Verkürzung der Bahnstrecke entsteht eine Fehllänge, bei Verlängerung erhält man eine Überlänge.
In Österreich wird bei der Unterbrechung der Stetigkeit zwischen einem Kilometerbruch und einem Fehlerprofil unterschieden. Mündet eine Strecke in eine andere, erfolgt an einem festgelegten Punkt (z. B. Weichenanfang der Abzweigweiche) ein Wechsel des Kilometrierungssystems, der Kilometerbruch genannt wird.
Die im Zuge einer streckenverkürzenden Bautätigkeit entstandene Fehllänge wird durch ein negatives Fehlerprofil ausgeglichen, eine durch eine streckenverlängernde Bautätigkeit entstandene Überlänge durch ein positives Fehlerprofil.
Beispiele der Schreibweise:
{\displaystyle {\tfrac {2\,500}{2\,580}}}   Fehlerprofil (−80 m)
{\displaystyle {\tfrac {2\,500}{2\,470}}}   Fehlerprofil (+30 m)
Bei der Angabe des Fehlerprofils beschreibt das Vorzeichen die streckenverkürzende Wirkung der Korrektur (negatives Fehlerprofil) bzw. die streckenverlängernde Wirkung der Korrektur (positives Fehlerprofil).

## Straßen

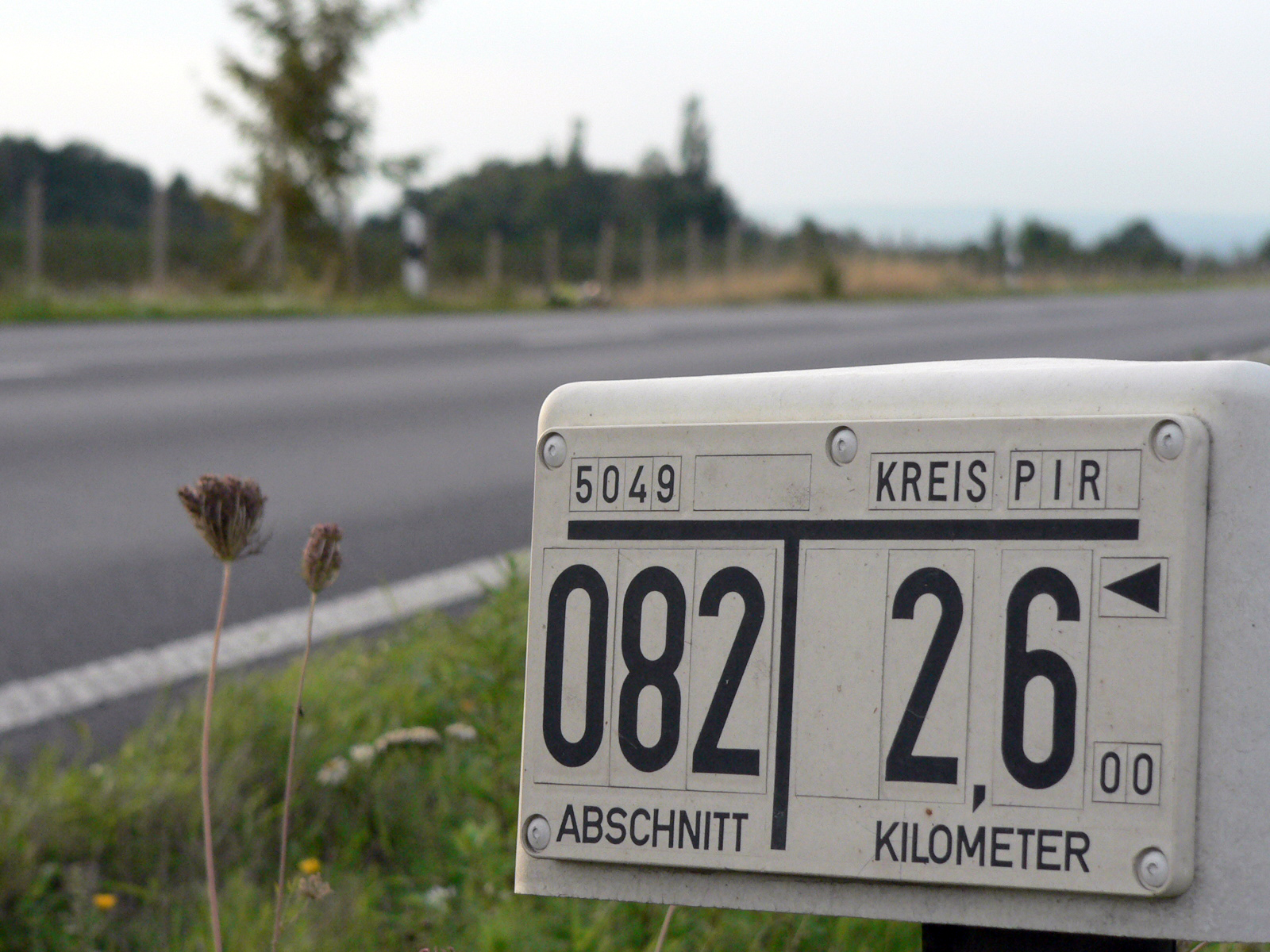
Stationszeichen km 2,6(00) mit Richtungspfeil an der B 172, Kreis PIR. Die variablen Ziffern und Lettern sind auf einlegbare Kunststoffplättchen gedruckt, die große „8“ ist oben-unten-verkehrt eingesetzt.

Die örtliche Kennzeichnung von Entfernungsmarken ist bereits im Altertum (etwa bei den Römerstraßen) mit Hilfe von seitlich gelegenen Steinen angewendet worden. Die Kilometrierung erfolgt heute in der Regel nur bei überörtlichen Straßen oder wichtigen Straßenverbindungen und wird nahezu in der ganzen Welt praktiziert. Die Verwendung von Steinen geht vielerorts zurück und stattdessen erfolgt die Kennzeichnung der Kilometrierung mit Hilfe von Tafeln, Schildern, Pfosten oder Zeichen am Straßenrand. Nullpunkt der Kilometrierung kann beispielsweise der Beginn einer Straßenverbindung (meist eine Kreuzung oder Einmündung innerhalb einer Ortschaft) oder eine Landesgrenze sein.
Da sich bei einer durchgehenden Kilometrierung im Falle einer Veränderungen der Streckenlänge (beispielsweise aufgrund einer Baumaßnahme) Doppelkilometer oder Fehlkilometer ergeben, ist man in Deutschland dazu übergegangen, Streckenabschnitte mit einer Abschnittsnummer zu versehen und jeweils separat zu stationieren. Als Nullpunkt dienen dabei sogenannte Netzknoten, also Knotenpunkte zwischen klassifizierten Straßen. Die Stationierung wird je nach Bundesland alle 200 oder 500 Meter durch ein Stationszeichen markiert. Die Stationierung erfolgt in der Regel von West nach Ost und von Süd nach Nord.

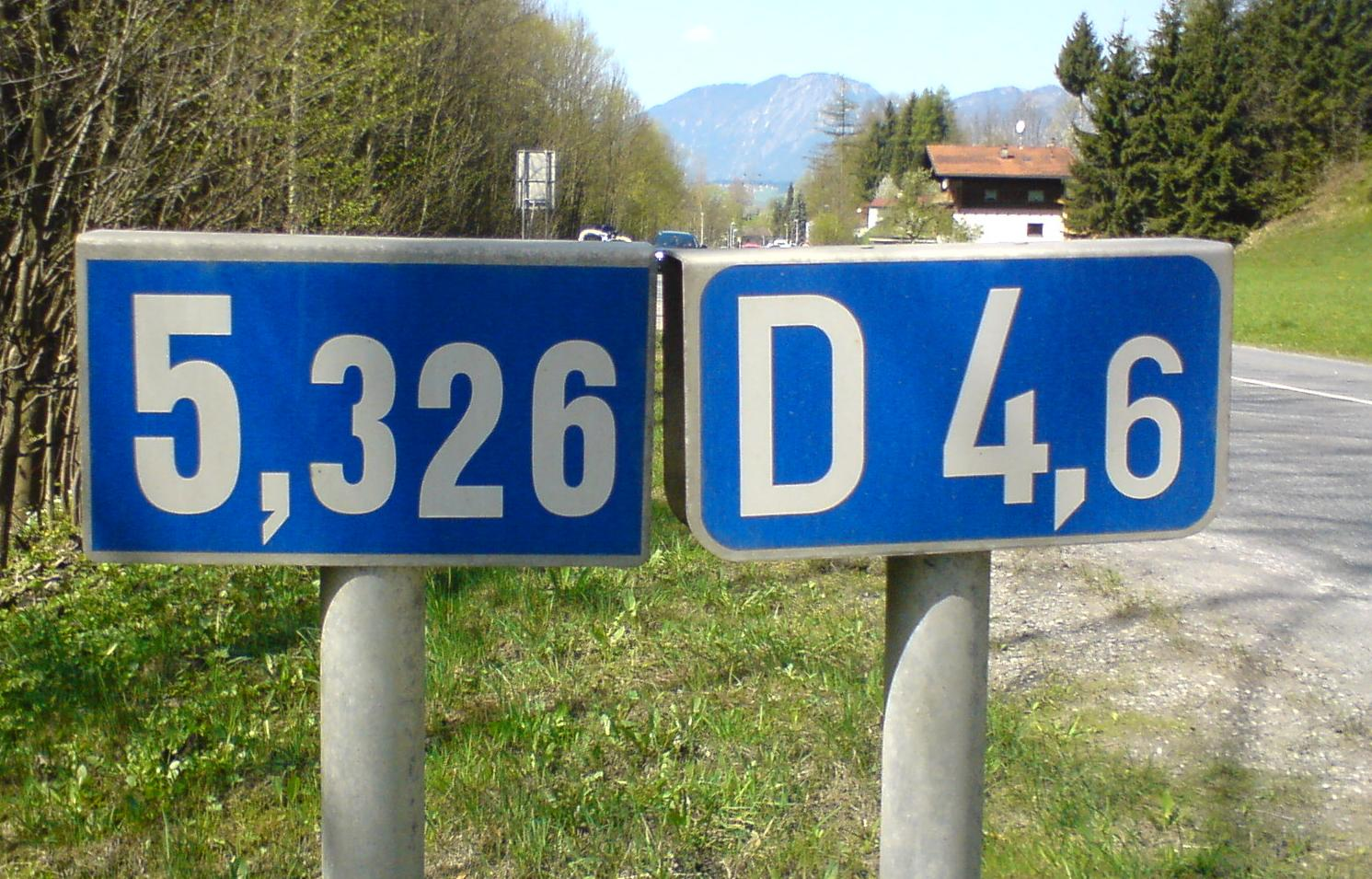
Kilometrierung am Kilometrierungssprung um +726 m. Loferer Straße im Bezirk Kufstein.

In Österreich sind Kilometerschilder in retroreflektierender Folie mit transparent blauem Aufdruck auf Alublech-U und Stehrohr aus Alu oder verzinktem Stahl ausgeführt. Auf kleinen Bezirksstraßen sind insbesondere Tafeln zwischen den ganzen Kilometern meist nur weiß mit schwarzem Aufdruck, hochformatig schmal und auf einem etwa 7 Zentimeter breiten, 2,5 Zentimeter dicken Holzpfosten. Oben die Kilometerzahl, und unter einem waagrechten Strich die Hundertmeterzahl (2, 4, 6, oder 8). Die blau-weiße Kilometrierung auf Autobahnen erfolgt nur alle 0,5 Kilometer.
Das Bild aus Österreich zeigt die doppelte Stationierung an einer Landesstraße B (ehemals und vulgo Bundesstraße) an einem Kilometrierungssprung, der durch Verlängerung einer Strecke u. a. durch den Neubau einer Ortsumfahrung entstanden ist. Die zwei Tafeln weisen etwas unterschiedliche Konturen und Schriftfonts auf. Die Reihenfolge der Kilometertafeln in diesem Bereich lautet in diesem Beispiel (B 178) jetzt:
… 4,4 / 4,6 / 4,8 / 5,0 / 5,2 / 5,326 zugleich D 4,6 / D 4,8 / D 5,0 / D 5,2 / 5,4 …